# جیمی کلاف
جیمی کلاف (انگلیسی: Jimmy Clough; ۳۰ اوت ۱۹۱۸ – ۲ سپتامبر ۱۹۹۸) بازیکن فوتبال اهل بریتانیا بود.
از باشگاه‌هایی که در آن بازی کرده‌است می‌توان به باشگاه فوتبال کریستال پالاس، باشگاه فوتبال بلیث اسپارتانس، باشگاه فوتبال ساوتند یونایتد، باشگاه فوتبال بارو، و باشگاه فوتبال ساوتپورت اشاره کرد.